# عطارد
عُطَارِد (رمزه: ) هو أصغر كواكب المجموعة الشمسية وأقربها إلى الشمس، أطلقت العرب على هذا الكوكب تسمية «عطارد»؛ وأصل الاسم من المصدر ط ر د، طارد ومطّرَد أي المتتابع في سيره، وأيضاً سريع الجري ومن هنا اسم الكوكب عطارد الذي يرمز إلى السرعة الكبيرة لدوران الكوكب حول الشمس. إن اللغات التي لم تعرف الكوكب باسم محدد، تستعمل الاسم اللاتيني ميركوري نسبة لإله التجارة الروماني.
يبلغ قطره حوالي 4880 كلم وكتلته 0.055 من كتلة الأرض ويتم دورته حول الشمس خلال 87.969 يوم. لعطارد أعلى قيمة للشذوذ المداري من بين جميع كواكب المجموعة الشمسية، ولديه أصغر ميل محوري من بين هذه الكواكب وهو يكمل ثلاث دورات حول محوره لكل دورتين مداريتين. يتغير الحضيض في مدار عطارد في حركته المدارية بمعدل 43 دقيقة قوسية في كل قرن، وشُرح ذلك من خلال النظرية النسبية العامة لألبرت أينشتاين في مطلع القرن العشرين.
يظهر عطارد بشكل متألق عندما يراه الناظر من الأرض، ويتراوح القدر الظاهري له بين -2.3 إلى 5.7، لكن ليس من السهل رؤيته من خطوط العرض المرتفعة في حين يمكن رؤيته من خطوط العرض المتوسطة والدنيا، وخصوصاً عندما يكون في الاستطالة العظمى له بالنسبة إلى الشمس والتي تبلغ 28.3 درجة قبل الفجر أو بعد غروب الشمس، ويمكن معرفة مواعيدها من خلال مواقع الإنترنت المختلفة. ولا يمكن رؤية عطارد في وهج النهار إلا (للراصدين المحترفين) وأثناء الكسوف الكلي للشمس، ووقت عبوره من أمام قرصها؛ الحدث الذي يتكرر 13 مرة كل قرن، وحدث آخر مرة يوم 11 تشرين ثاني/نوفمبر 2019، وسيحدث المرة المقبلة عام 2032.
المعلومات المتوفرة حول عطارد قليلة نسبياً إذ أن المقاريب الأرضية لم تكشف سوى الأجزاء الهلالية من سطح عطارد. إن أول مسبار فضائي زار كوكب عطارد هو مارينر 10 والذي أسقط خرائطاً لحوالي 45% من سطحه منذ عام 1974 حتى 1975، أما الرحلة الثانية فكانت بواسطة المسبار ماسنجر الذي أضاف 30% من الخرائط لهذا الكوكب عندما مر بقربه في 14 كانون الثاني 2008.
يشبه عطارد قمر الأرض في شكله، إذ يحوي العديد من الفوهات الصدمية، ومناطق سهلية ناعمة، ولا يوجد له أقمار طبيعية أو غلاف جوي، ولكنه يملك نواة حديدية على عكس القمر مما يؤدي إلى توليد حقل مغناطيسي يساوي 1% من قيمة الحقل المغناطيسي للأرض. وتعتبر كثافة هذا الكوكب استثنائية بالنسبة إلى حجمه نظراً للحجم الكبير لنواته، أما درجة حرارته فهي متغيرة بشكل كبير وتتراوح بين 90 إلى 700 كلفن.
يبلغ من صغر عطارد أن بعض الأقمار الضخمة، من شاكلة غانيميد وتيتان، أكبر منه حجماً. تتكوّن تركيبة عطارد من 70% معادن و 30% سليكات، وكثافته هي ثاني أكبر كثافة في المجموعة الشمسية وتقل عن كثافة الأرض بحوالي 5.515 غ/سم³ فقط. يلجأ العلماء إلى كثافة عطارد لتحديد بنيته الداخلية، حيث يقولون أنه بسبب حجم الكوكب الصغير وعدم انضغاط مكوناته الداخلية، فإنه لا بد من أن تكون نواته ضخمة الحجم ومكونة بمعظمها من الحديد.
يرجع تاريخ رصد عطارد إلى الألفية الأولى قبل الميلاد. كان علماء الفلك الإغريق يعتقدون أن هذا الكوكب عبارة عن جرمين منفصلين، وذلك قبل القرن الرابع قبل الميلاد، وأطلقوا على أحد هذين الجرمين تسمية «أبولو»، واعتقدوا أنه لا يظهر للعيان إلا عند الشروق، وأطلقوا على الآخر تسمية «هرمس»، واعتقدوا أنه لا يمكن رؤيته إلا عند الغروب. يُشتق الرمز الفلكي لعطارد من شكل الصولجان الأسطوري لإله التجارة الإغريقي هرمس.
يُعتبر عطارد الكوكب السائد في فلكيّ برج الجوزاء وبرج العذراء وفقاً لعلم التنجيم، حيث يُقال أن تأثيره الفلكي يكون في أوجه عندما يمر ضمن هذه الكوكبات، مما يؤثر على حظوظ الناس المولودين خلال هذا الزمن (حسب رأيهم). وكان الفلكيون القدماء يعتقدون بأن «برية هرمس الهرامسة» (باللاتينية: Solitudo Hermae Trismegisti) تُشكل ميزة أساسية من ميزات الكوكب، حيث قيل بأنها تغطي تقريباً ربع ربعه الجنوبي الشرقي.

## مراقبة عطارد
يتراوح القدر الظاهري لعطارد بين -2.3 (أكثر لمعاناً من الشعرى اليمانية) إلى +5.7، وأقصى مقدار للقدر الظاهري عندما يكون قريباً من الشمس في السماء. إن مراقبة عطارد مُعقدة بسبب قربه من الشمس، بحيث تصعب مراقبته بسبب وهجها، ويمكن مشاهدته لفترة قصيرة عند الفجر والغسق، ولم يستطع مرصد هابل الفضائي مشاهدته إطلاقاً حتى الآن، بسبب الإجراءات الوقائية التي تمنع من توجيهه بالقرب من الشمس. ويمكن رؤية عطارد من النصف الجنوبي للكرة الأرضية بشكل أسهل من رؤيته من النصف الشمالي.

## عطارد عند القدماء

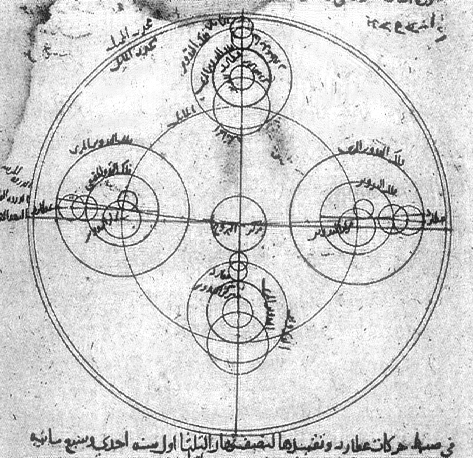
نموذج لرصد ابن الشاطر لعطارد.

تعتبر جداول «مل أبن» (Mul.Apin) أقدم الملاحظات الفلكية حول عطارد. ويُعتقد أن هذه الجداول وُضعت بواسطة الفلكيين الأشوريين على الأغلب، في القرن الرابع عشر قبل الميلاد، وكانت ترجمة الكتابة المسمارية لاسم هذا الكوكب في الجداول بمعنى الكوكب القافز. تعود سجلات البابليين لعطارد إلى الألفية الأولى قبل الميلاد، وقد أطلقوا عليه اسم نابو وهو إله الحكمة والكتابة وفقاً لميثولوجيتهم.
عَرف الإغريق في زمن هسيود كوكب عطارد، وقد أطلقوا عليه اسمي «ستيلبون» (باليونانية: Στίλβων) و«هيرماون» (باليونانية: Ἑρμάων) ظناً منهم بأنه عبارة عن جرمين سماوييّن منفصلين. وفي وقت لاحق أعطوه اسم أبولو عندما يكون مرئياً في الفجر، وهيرميز عندما يكون مرئياً في الغسق. وفي القرن الرابع قبل الميلاد أدرك الفلكيون الإغريق أن الاسمين يعودان لجرم واحد. أطلق الرومان فيما بعد اسم «ميركوري» (باللاتينية: Mercurius) على الكوكب والذي يُقابل الإله هيرمز عند الإغريق، وذلك لأنه يتحرك في السماء أسرع من أي كوكب آخر، كما يفعل الإله سالف الذكر وفقاً لمعتقداتهم. وقد كتب العالم الروماني - المصري كلاوديوس بطليموس حول عبور عطارد أمام الشمس، وقد اقترح أن العبور لا يُلاحظ بسبب صغر عطارد وأن هذا العبور غير متكرر.
عُرف عطاردٌ عند الصينيين القدماء باسم «شين إكسينغ» (بالصينية: 辰星)، وهو مرتبط باتجاه الشمال وهو في طور المياه حسب مبدأ العناصر الخمسة (بالصينية: 五行) التي اعتقد الصينيون أنها تكوّن العالم.
حسب الميثولوجيا الهندوسية استخدم له اسم بوذا، كما هو الإله أودن حسب الميثولوجيا الإسكندنافية، في حين مثَّل المايا عطارد بالبومة وأحياناً بأربع بومات، اثنتان منهما للظهور الصباحي واثنتان للظهور الليلي، وكلهم يَخدمون كرسل للعالم السفلي. وفي القرن الخامس حدد نص فلكي هندي يُدعى ثريا سيدهانتا قطر كوكب عطارد بثلاثة آلاف وثمانية أميال، أي بخطأ أقل بنسبة 1% من القيمة الحقيقة البالغة 3,032 ميل.
كان العرب يُطلقون على هذا الكوكب اسم عطارد نسبة إلى «طارد» و«عَطرَدَ» أي المتتابع في سيره، ويَرمز هذا إلى السرعة الكبيرة التي يَدور بها الكوكب حول الشمس. أما عن علماء الفلك المسلمون، فقد وصف في القرن الحادي عشر الميلادي الفلكي الأندلسي إبراهيم بن يحيى الزرقالي مدار عطارد بأنه إهليلجي وبأنه يشبه البيضة. وفي القرن الثاني عشر رصد العالم ابن باجة بقعتين مظلمتين على سطح الشمس، واقترح فيما بعد قطب الدين الشيرازي أن هاتين البقعتين ما هي إلا عبور عطارد والزهرة. وذلك في القرن الثالث عشر.

## استكشاف عطارد بالتلسكوبات الأرضية

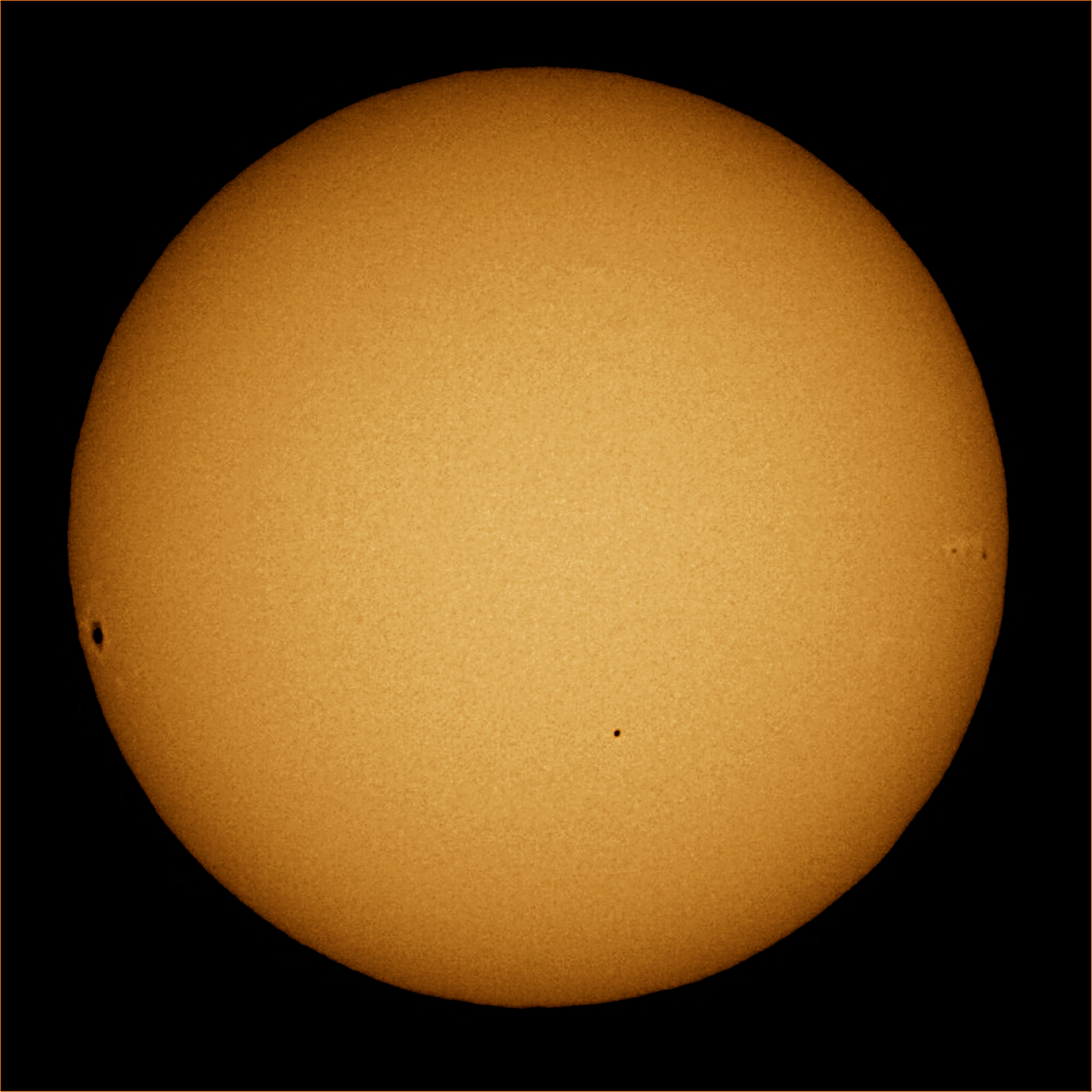
رصد لعبور عطارد: النقطة السوداء الصغيرة في أسفل مركز الصورة. أما النقطة السوداء على يسار القرص الشمسي فهي كلفة شمسية.

كان أول رصد لكوكب عطارد بواسطة التلسكوب في القرن السابع عشر على يد غاليليو غاليلي، وكان قد لاحظ ظاهرة الطور الكوكبي عندما راقب الزهرة، لكن لم يكن مقرابه قوياً بما فيه الكفاية ليرى طور عطارد. ولقد صنع بيير جاسندي سنة 1631م تلسكوباً استطاع مراقبة عبور الكوكب أمام الشمس وهو الذي تنبأ به يوهانس كيبلر. واستطاع جيوفاني باتيستا زوبي سنة 1639م رصد واكتشاف أن عطارد له أطوار مدارية مشابهة للزهرة والقمر، وأثبتت هذه الملاحظة بشكل قاطع دوران عطارد حول الشمس.

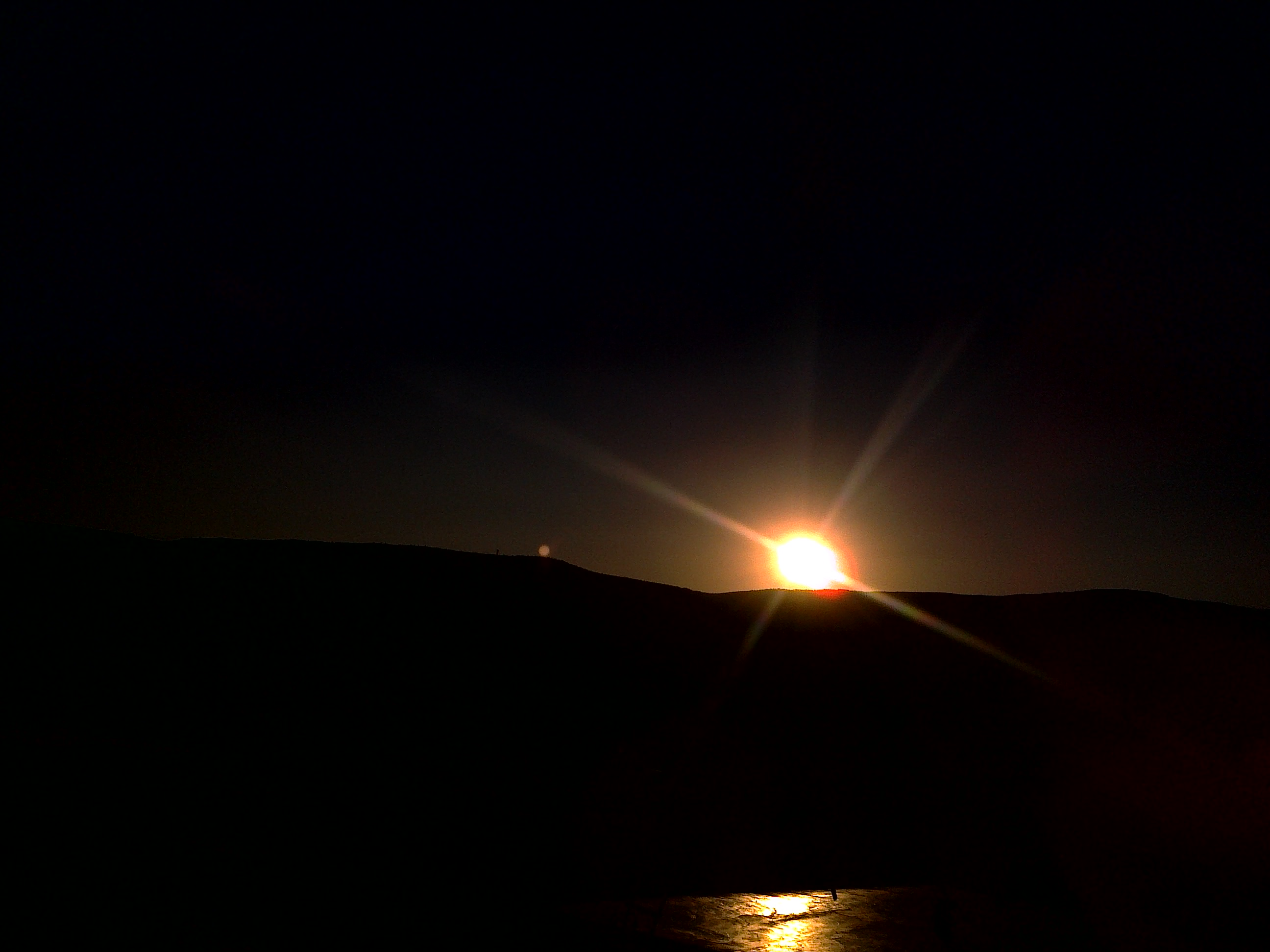
صورة لعطارد التُقطت في سوريا

إحدى الأحداث الفلكية النادرة هي مرور أحد الكواكب أمام الآخر، وتسمى ظاهرة الاحتجاب، ويحتجب عطارد والزهرة مرة كل بضع قرون. والمراقبة الفلكية الوحيدة لهذا الحدث حدثت في يوم 28 أيار 1737م، وقد راقبها العالم جون بفيس في المرصد الملكي في بريطانيا،  ومن المتوقع أن يقع الاحتجاب التالي في يوم 3 كانون الأول 2133م.
تمكن يوهان هيرونيموس شروتر سنة 1800 من رصد بعض تضاريس سطح عطارد حيث سجل مشاهدته لعشرين كم من الجبال المرتفعة. بعد ذلك استخدم فريدريش بيسل الملاحظات للحصول على تقديرات خاطئة عن فترة المدار الفلكي والتي قدرها بأربعة وعشرين ساعة، والميل المحوري الذي حدده بسبعين درجة. قام جيوفاني إسكيابارلي سنة 1880 برسم خرائط لسطح عطارد بشكل أكثر دقة واقترح أن فترة دورانه تبلغ 88 يوم، أي نفس فترة الدوران الفلكي بسبب تقييد قوى المد والجزر. يمكن ملاحظة هذه الظاهرة أيضاً بالنسبة للقمر، وتُعرف باسم الحركة التزامنية. توبعت جهود رسم خرائط عطارد فيما بعد على يد إيغنيوس أنطونيادي الذي أصدر كتاباً سنة 1934 يحوي كل خرائطه ومراقباته لعطارد، وقد أخذت العديد من خصائص سطوح الكواكب ولا سيما البياض من هذا الكتاب.
قام فريق من العلماء السوفيت تابع لمعهد هندسة الرادار والإلكترونيات في الأكاديمية السوفيتية للعلوم سنة 1962 بإرسال وتلقي أمواج رادارية وملاحظة تضاريس سطح عطارد، ليَكون أول اكتشاف لعطارد بواسطة الرادار. بعد ثلاث سنوات استخدم عالم أمريكي يُدعى غوردون بيتنجيل المقراب الراديوي لمقراب أرسيبو الكاشوفي لرصد فترة دوران الكوكب ليحسم هذا الأمر بفترة مقدارها 58 يوماً. بذلك أصبحت نظرية الحركة المتزامنة لعطارد مقبولة على نطاق واسع. لكن المعضلة التي واجهها العلماء أنه إذا كان عطاردُ معرضاً لتقييد قوى المد والجزر فإن حرارة السطح المظلم يَجب أن تكون أبرد بكثير من القيم التي حصلوا عليها من انبعاث الأمواج اللاسلكية، ومع ذلك رَفَضَ العلماء إسقاط نظرية الحركة التزأمنية للكوكب وفَسرُوا ذلك بنظريات بديلة مثل توزيع الطاقة الحرارية بواسطة الرياح.
لاحظ عالم إيطالي يدعى جوزيف كولومبو أن فترة دوران عطارد هي ثلثا فترة دورانه الفلكي، واقترح لذلك أن فترتي الدوران المحوري والمدار حبيستا رنين يُعادل 3:2 بدلاً من 1:1. وأكدت المعلومات التي توافرت فيما بعد بفضل المسبار مارينر 10 صحة هذه الفرضية، مما يَعني أن خرائط إسكيابارلي وأنطونيونادي صحيحة. ولم تظهر المراقبة الأرضية الكثير من المعلومات الداخلية حول عطارد، ولم تتعمق المعرفة الصحيحة حول عطارد إلا عند التحليق فوقه.

## الرحلات الفضائية إلى عطارد
| المركبة الفضائية | الحدث          | التاريخ              | وكالة الفضاء                                       |
| ---------------- | -------------- | -------------------- | -------------------------------------------------- |
| مارينر 10        | أطلقت          | تشرين الثاني 1973    | ناسا                                               |
|                  | أول اقتراب     | آذار 1974            |                                                    |
|                  | ثاني اقتراب    | أيلول 1974           |                                                    |
|                  | ثالث اقتراب    | آذار 1975            |                                                    |
| ميسنجر           | أطلقت          | آب 2004              | ناسا                                               |
|                  | أول اقتراب     | 14 كانون الثاني 2008 |                                                    |
|                  | ثاني اقتراب    | 6 تشرين الأول 2008   |                                                    |
|                  | ثالث اقتراب    | 30 أيلول 2009        |                                                    |
|                  | وضع على المدار | آذار 2011            |                                                    |
| ببي كولومبو      | أطلقت          | مخطط في آب 2014      | وكالة الفضاء الأوروبية/منظمة بحوث الفضاء اليابانية |

يَفرض الوصول إلى عطارد تحديات تقنية كثيرة، حيث أن الكوكب قريب جداً من الشمس، كما أن المركبة الفضائية المنطلقة من الأرض يجب أن تقطع مسافة 91 مليون كيلومتر باتجاه الشمس وجاذبيتها. كما أن عطارد له سرعة مدارية تعادل 48 كم في الثانية، بينما الأرض تملك سرعة مدارية مقدارها 30 كم في الثانية لذلك فيَجبُ على المركبة الفضائية أن تغير سرعتها بشكل كبير لتستطيع الدخول إلى مدار هوهمان الانتقالي القريب من عطارد.

### مارينر 10

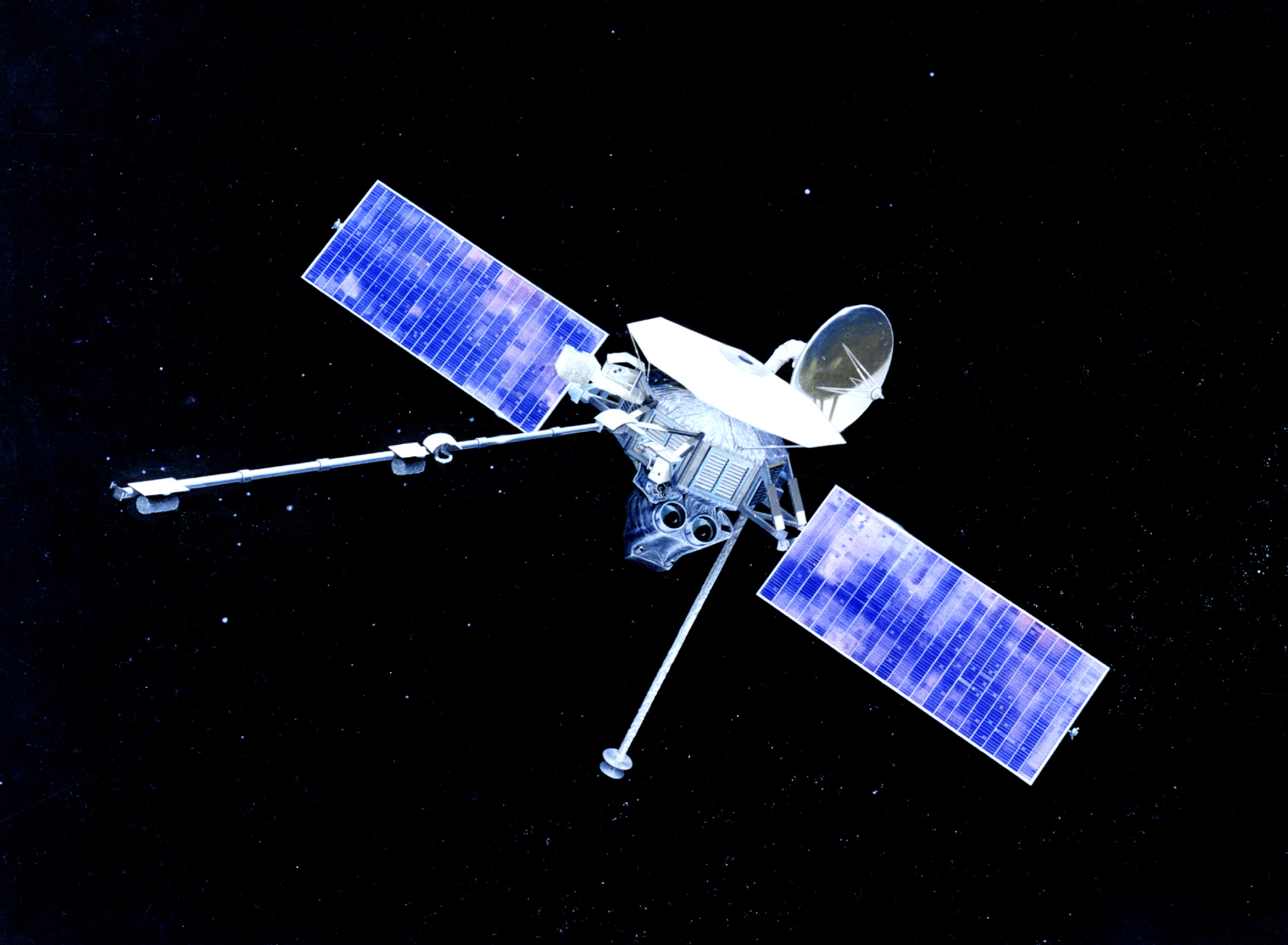
المسبار مارينر 10.

كانت مركبة مارينر 10 أول مركبة فضائية تزور عطارد، وقد أطلقت من قبل وكالة ناسا في سنة 1975، وقد استخدمت المركبة جاذبية الزهرة لتعادل سرعتها المدارية وبذلك استطاعت الاقتراب من عطارد لتكون أول مركبة تستخدم تقنية التسريع بالجاذبية، وأول مركبة فضائية تابعة لناسا تقوم بزيارة أكثر من كوكب. وقد قامت مارينر 10 بالتقاط أول الصور القريبة من سطح عطارد، والتي أظهرت فوراً صوراً للكثير من الفوهات الصدمية على سطحه، وكشفت العديد من التضاريس الجيولوجية لسطحه مثل الانحدار العظيم والذي عُزي سببه لاحقاً إلى الانزياحات القليلة في النواة الحديدية الباردة. وعلى مدى رحلة مارينر 10 خلال الفترة المدارية فإنة كشف عن نفس الوجه للكوكب والذي كان قريب منه مما جعل ملاحظة كلا وجهي الكوكب مستحيلة، وبالتالي أن خرائط الكوكب لم تكن كافية، فتم تحديد ملامح 45% من سطح عطارد فقط.
أول تحليق لمارينر 10 فوق عطارد كان في 29 آذار من سنة 1974 وقبله بيومين بدأ بتسجيل كميات كبيرة من الأشعة فوق البنفسجية بالقرب من الكوكب، وأدّى ذلك إلى الاعتقاد بوجود قمر طبيعي له، لكن فيما بعدُ تم تحديد الزيادة في نشاط الأشعة فوق البنفسجية بأنها منبعثة من النجم رقم 31 في كوكبة الباطية.
نجح مارينر 10 في إجراء ثلاث اقترابات من عطارد، وأكثر اقتراب كان على ارتفاع 327 كم عن سطحه. في أول اقتراب له، رصد مارينر 10 حقلاً مغناطيسياً، وكان الأمر مفاجأة جيولوجية للعلماء نظراً للسرعة الدورانية البطيئة المسؤولة عن توليد خاصية الدينامو. اُستخدِم الاقتراب الثاني للتصوير، وفي الاقتراب الثالث تم الحصول على بيانات كثيرة عن المغناطيسية والتي كشفت أن الحقل المغناطيسي لعطارد يُشبه الحقل المغناطيسي للأرض، وهو المسؤول عن انحراف الرياح الشمسية عليه. إلا أن شدة المجال المغناطيسي لعطارد تبلغ 1.1% من شدة المجال المغناطيسي للأرض. لا يَزال الحقل المغناطيسي لعطارد مطرح دراسة ونظريات عديدة.
نفذ وقود مارينر 10 بعد 8 أيام من آخر اقتراب من عطارد في 24 آذار من سنة 1975. ولم يعد من الممكن التحكم بمداره بشكل جيد وأنهيت مهمة أجهزة التحكم بالمسبار، ويُعتقد أنه ما زال يَدور حول الشمس ويَقترب من عطارد كل بضعة شهور.

### مسنجر

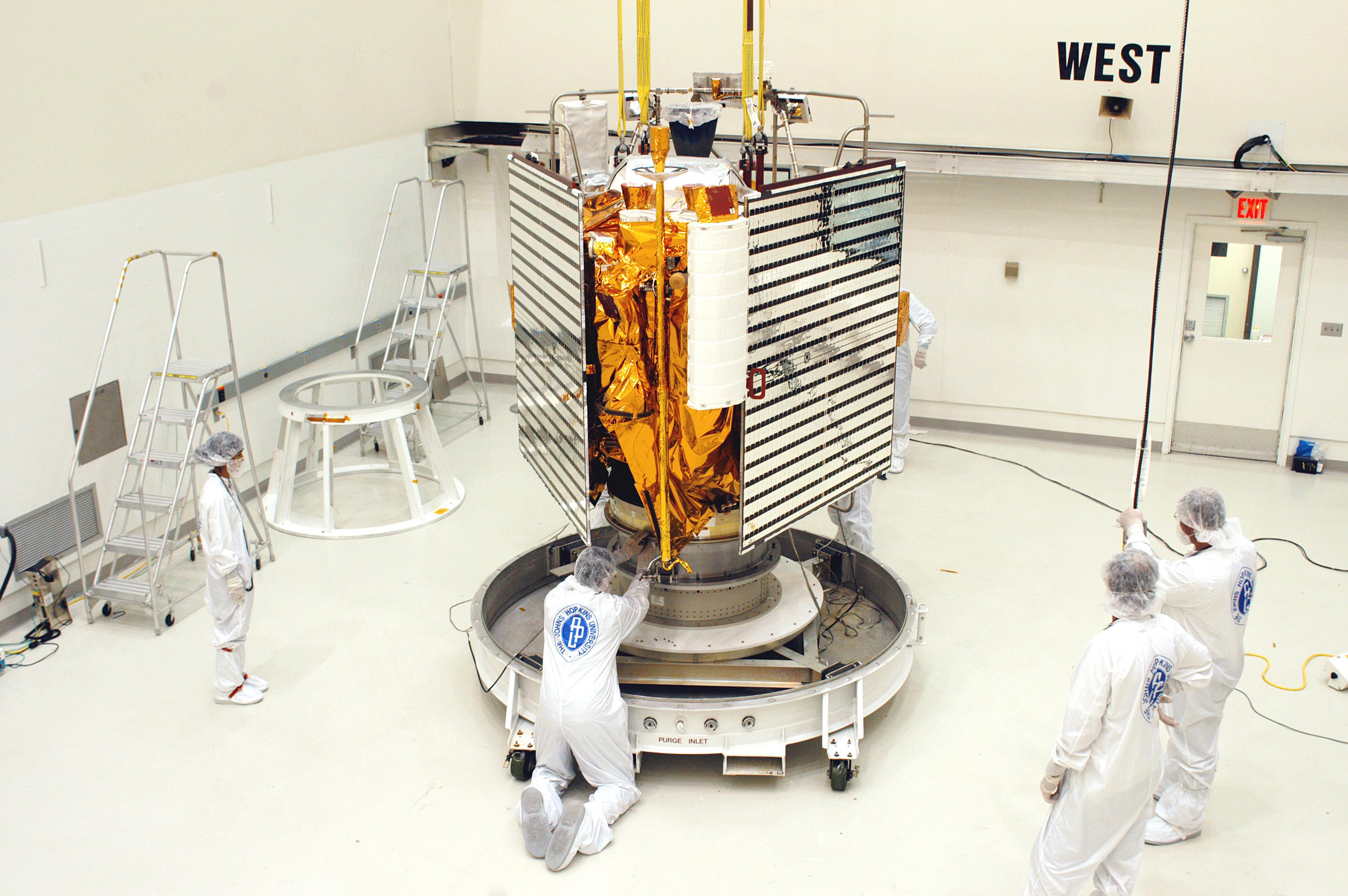
المسبار مسنجر أثناء تركيبه.

كانت مسّنجر هي المهمة الثانية لوكالة ناسا الهادفة لاستكشاف عطارد. شملت المهمة استكشاف سطح عطارد والبيئة الفضائية الجيوكيميائية له. أطلق المسبار في 3 آب من سنة 2004 من قاعدة كيب كانافيرال للقوات الجوية على متن الصاروخ بوينغ دلتا 2. وقام بأقرب اقتراب من الأرض في آب 2005 وللزهرة في تشرين الأول 2006 وفي حزيران 2007 دخل ضمن المسار الصحيح للدخول ضمن مدار عطارد. وأول اقتراب له من عطارد حدث في 14 كانون الثاني 2008، والثاني في 6 تشرين الثاني 2008، والثالث في 29 أيلول 2009. ومن المتوقع أن يدخل بعد ذلك في مدار إهليلجي حول الكوكب في آذار 2011.
صُمّمت هذه الرحلة لتبيين وتوضيح ست نقاط هي: الكثافة العالية لعطارد، ومعالمه الجيولوجية، وطبيعة حقله المغناطيسي، وتركيب نواته، وإذا كان يوجد جليد في قطبيه، وما الذي حدث لغلافه الجوي الرقيق. ولتحقيق ذلك يحمل المسبار أجهزة تصوير أكثر تطوراً ودقة من تلك التي كانت مركبة على مارينر 10 وأجهزة تحليل طيفي لمعرفة كميات العناصر في القشرة. كما زود بمقياس المغناطيسية وأجهزة لقياس سرعة الجسيمات المشحونة، وسوف تستخدم قياسات التغيرات الصغيرة في سرعة المسبار ضمن مداره لمعرفة التركيب الداخلي للكوكب.

### ببي كولومبو
تخطط وكالة الفضاء الأوروبية بالاشتراك مع اليابان إلى إطلاق رحلة فضائية تسمى ببي كولومبو، وهي تتألف من مسبارين: الأول مهمته إعطاء تفاصيل وخرائط لتضاريس الكوكب والثاني لدراسة الغلاف المغناطيسي. ويتوقع أن يتم إطلاقه في سنة 2014، وأن يصل عطارد في عام 2020.

## التركيب الداخلي
عطارد هو واحد من أربعة كواكب صخرية في المجموعة الشمسية، وهيئته الصخرية تماثل الأرض. إنه أصغر الكواكب في المجموعة الشمسية، فنصف قطره الاستوائي يصل إلى 2439.7 كم. يُعتبر عطارد أصغر من أكبر قمرين في النظام الشمسي، وهما غانيميد وتيتان. يتألف عطارد بنسبة 70% من تركيب معدني و30% من مواد السيليكات. تعتبر كثافة عطارد ثاني أعلى كثافة في المجموعة الشمسية، وتساوي 5.427 غرام/سنتيمتر مكعب، وهي أقل بقليل من كثافة الأرض والتي تساوي 5.515 غم/سم مكعب. وإذا أُهمل تأثير ضغط الجاذبية فإن المواد التي يتألف منها عطارد تصبح هي الأكثر كثافة، وتساوي 5.3 غم/سم مكعب يُقابلها في الأرض 4.4 غم/سم مكعب.

1. القشرة؛ سماكتها: 100–300 كم
2. الدثار؛ سماكته: 600 كم
3. النواة؛ نصف قطرها: 1,800 كم.

يمكن استخدام كثافة عطارد لاستنتاج تفاصيل البنية الداخلية. فالطبقات الخارجية من كوكب غير غازي (أرضي) مُكونة من مواد أخف كالصخور السيليكاتية. ومع ازدياد العُمق تزداد الكثافة بسبب الضغط الذي تحدثه الطبقات الصخرية الخارجيّة والتركيب المختلف للمواد الداخلية. ومن المحتمل أن تكون البواطن عالية الكثافة للكواكب غير الغازية مكونة في معظمها من الحديد. في حين أن الاعتماد على كثافة الأرض لا يَفي بالغرض لمعرفة التركيب الداخلي لها بسبب تأثير ضغط الجاذبية الكبير. عموماً نواة عطاردٍ غير مضغوطة بقوة. لذلك وبما أن لديها مثل هذه الكثافة العالية، فيَجبُ أن تكون النواة غنية بالحديد.
يُقدّر العلماء أن نواة عطارد تشكل 42% من الحجم الكلي للكوكب، بينما تشكل نواة الأرض 17% فقط من الحجم الكليّ للأرض. ويَعتقد العلماء المعاصرون أن نواة عطارد عبارة عن نواة مصهورة. ويحيط بالنواة دثار من السيليكات بسماكة تتتراوح بين 500 و 700 كم.
بالاستناد إلى البيانات المُحصّلة بواسطة المسبار مارينر 10 والملاحظات من خلال الرصد الأرضي، فيُعتقد أن القشرة الخارجية للكوكب تتراوح سماكتها بين 100 و 300 كم. إحدى أهم مُميزات سطح عطارد هي الكميات الهائلة للحواف الضيقة على سطحه، والتي تمتد لعدة كيلومترات وتكونت من صهارة النواة التي بردت بمرور الوقت عندما بدأت القشرة بالتشكل.
يحتوي عطارد على كمية من الحديد أكبر من أي كوكب آخر في المجموعة الشمسية، وقد اقترحت عدة نظريات لتفسير ذلك. وإحدى أهم النظريات تعتبر أن تركيب عطارد الأساسي يحوي سيليكات معدنية بشكل مشابه لحجارة كوندريت النيزكية والتي يُعتقد أنها موجودة بشكل كبير في النظام الشمسي. توجد ثلاث نظريات لتشكل الحديد في عطارد: تفترض النظرية الأولى أن عطارد كان في مرحلة ما من تاريخه محل اصطدامات كثيرة مع نيازك وكواكب مصغرة، وإن هذا التصادم ترك نسبة من مكوناته في القشرة الخارجية، وهي عملية مشابه لما حدث في الأرض والقمر. أما النظرية الثانية فهي تبدأ من تشكل عطارد من السديم الشمسي، وهذا السديم يحتوي على جميع العناصر قبل أن تستقر خارج الطاقة الشمسية. كانت كتلة الكوكب في البداية ضعف كتلته الحالية، وكانت تصل درجة الحرارة المنطلقة من النجم الأولي بجانب عطارد إلى ما يَتراوح من 2500 إلى 3500 كلفن، ومن الممكن أنها وصلت إلى حوالي 10,000 كلفن، وبالتالي فقد تبخرت معظم المكونات الصخرية في عطارد وشكلت غلافاً جوياً من الغلاف المتبخر والذي اندفع بعيداً عن الكوكب بسبب الرياح الشمسية، وكان ما تبخر من المواد هي المواد ذات الكثافة المنخفضة، بينما بقيت المواد ذات الكثافة المرتفعة (مثل الحديد).
أما النظرية الثالثة فتفترض أن تكوين السديم الشمسي مختلف اختلافاً كبيراً جوار عطارد، وهذا الاختلاف أكثر مما تتنبأ به النماذج النظرية بحيث تتكثف العناصر في عباب القرص حاضن الكواكب وتتحول إلى الحالة الصلبة في مسافات مختلفة عن النجم حسب كثافتها النوعية. تتحول العناصر الثقيلة ذات نقطة الذوبان العالية - مثل الحديد والنيكل والسليكون - إلى الحالة الصلبة كلما كانت أقرب إلى النجم.

## جيولوجيا السطح

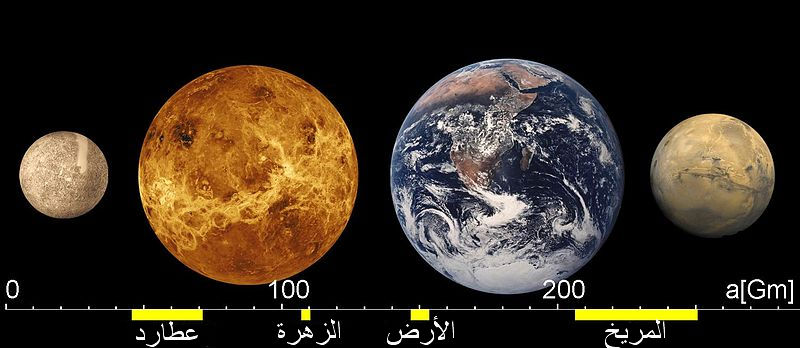
مقارنة لأحجام ومدارات الكواكب الصخرية، من اليمين إلى اليسار: المريخ - الأرض - الزهرة - عطارد.

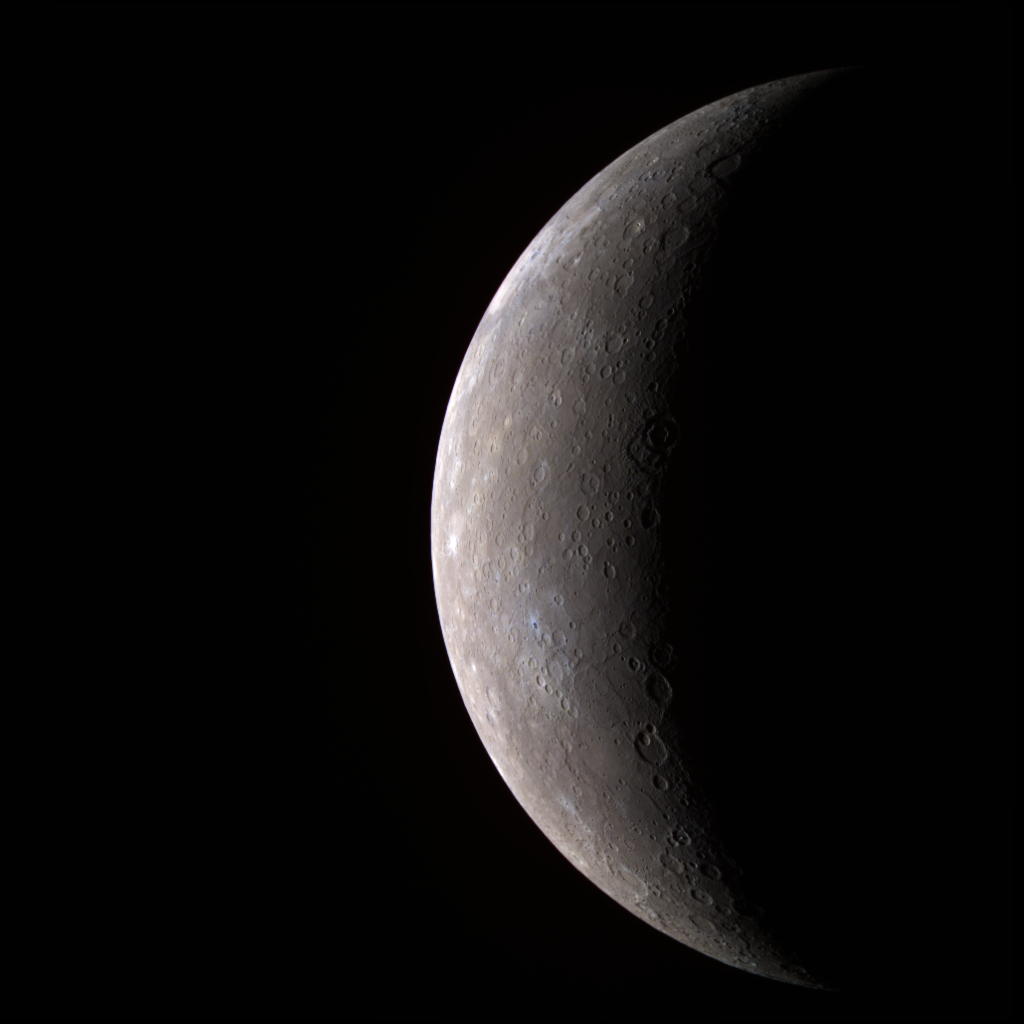
أول صورة عالية الدقة ملتقطة لعطارد بواسطة المسبار مسينجر (ألوان زائفة).

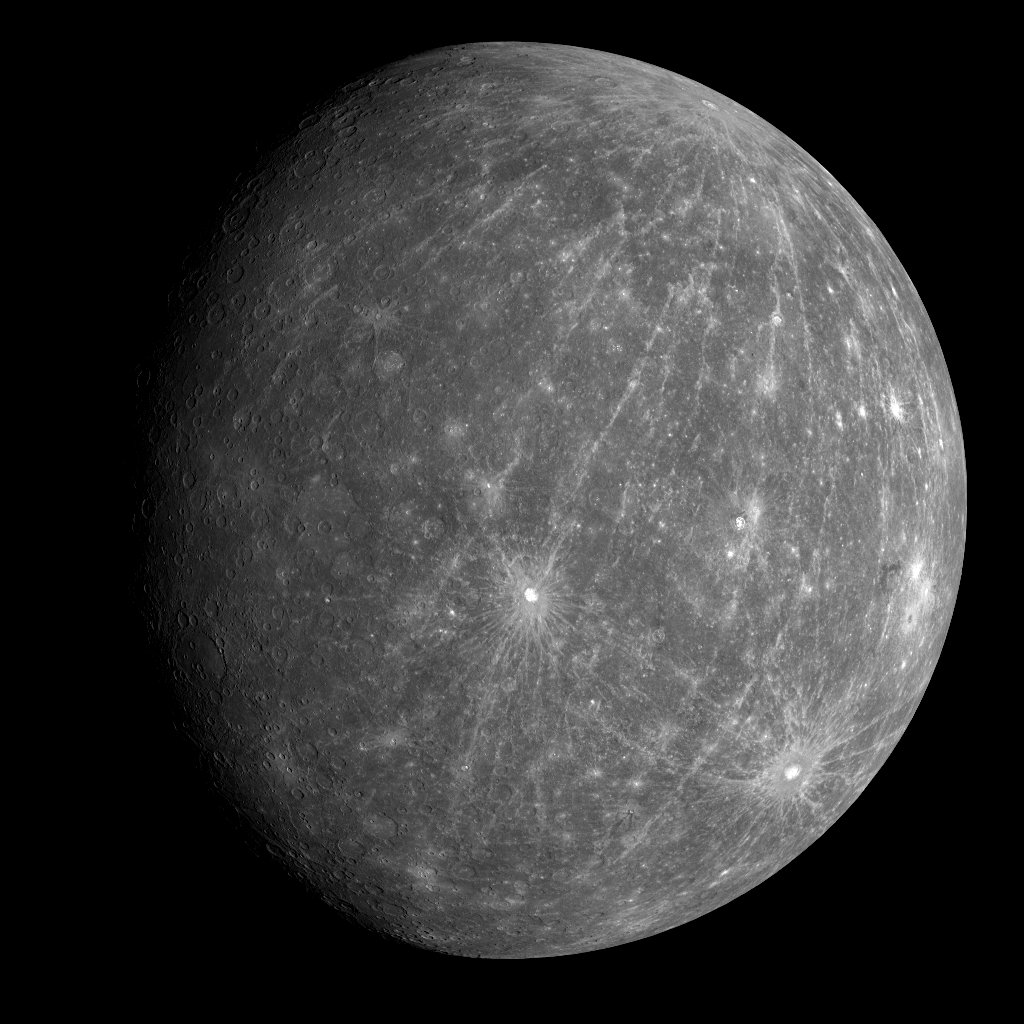
صورة من مسينجر في التحليق الثاني وتظهر فيه الحوض كويبر وهو تحت المركز بقليل إضافة إلى نظام الأشعة على الكوكب.

سطح عطارد كروي ومشابه إلى حد كبير لسطح قمر الأرض وتظهر عليه بقع معتمة تسمى بحار القمر مشابهة لما هو على القمر، تشكلت نتيجة النشاط البركاني، وحفر كبيرة مما يدل على نشاطه الجيولوجي منذ مليارات السنين. بما أن المعلومات حول تضاريس عطارد مستقاة من رحلة مارينر 10 والمراقبة الأرضية فإن المعرفة بطيبعته أقل من بقية الكواكب، وحاليا فإن المعلومات المستقاة من خلال بيانات المسبار مسينجر تزيد في المعرفة الإنسانية لهذا الكوكب، وعلى سبيل المثال اكتشاف فوهة تصادمية غير عادية ذات نشاط إشعاعي أطلق العلماء عليها اسم «العنكبوت».
تشير خصائص البياض إلى وجود مناطق ذات انعكاسيات مختلفة، وبالتالي يمتلك عطارد تضاريس مختلفة من جبال وسهول وأودية وتلال ومنحدرات.
تعرض عطارد لقصف نيزكي وبالكويكبات بعد فترة قليلة من تكونه منذ 4.6 مليارات سنة وربما تعرض خلال فترة لاحقة إلى ما يسمى قصف شديد متأخر منذ 3.8 مليارات سنة، وخلال هذه الفترة تشكلت فوهات تصادمية كثيرة وتلقى تصادمات على كامل سطحه، ومع مضي بعض الوقت أصبح الكوكب نشط بركانيا وتشكلت بعض التضاريس المختلفة. ويستدل على قدم الفوهات التصادمية عن النشاط الداخلي للكوكب بسبب رصد التضاريس المختلفة من سلاسل جبلية وسهلية ووديان تقطع الفوهات التصادمية.
ومن أشهر معالم السطح منطقتين حاراتين تصل فيهما درجة الحرارة إلى أعلى قيمة، يقع في أحدهما أشهر فوهة وهي «حوض كالوريس» التي يقدر عمرها بأربعة آلاف مليون سنة ويعتقد أن سبب تكونها هو اصطدام ضخم حصل على سطح الكوكب في هذه المنطقة، ودعيت بهذا الاسم لتعني الحرارة، Calorie، حيث أن متوسط الحرارة يصل إلى أقصى درجاتها 430 درجة مئوية حين يكون هذا الحوض في الحضيض ومقابل الشمس مباشرة. أما في الجهة المقابلة للحوض مباشرة من الجهة الأخرى فهي منطقة ذات مرتفعات وتضاريس شاذة غير منتظمة تغطي 360 ألف كلم مربع من مساحة الكوكب وتتألف من أودية وتلال وجبال يصل ارتفاعها إلى كيلومترين وتدعى الأرض الغريبة (بالإنجليزية: Weird terrain)‏ والتي يعتقد أن الموجات الناتجة عن الاصطدام المسبب لفوهة كالوريس هي السبب في تكوين هذه المنطقة على الجهة المقابلة.

### الأحواض التصادمية والفوهات التصادمية

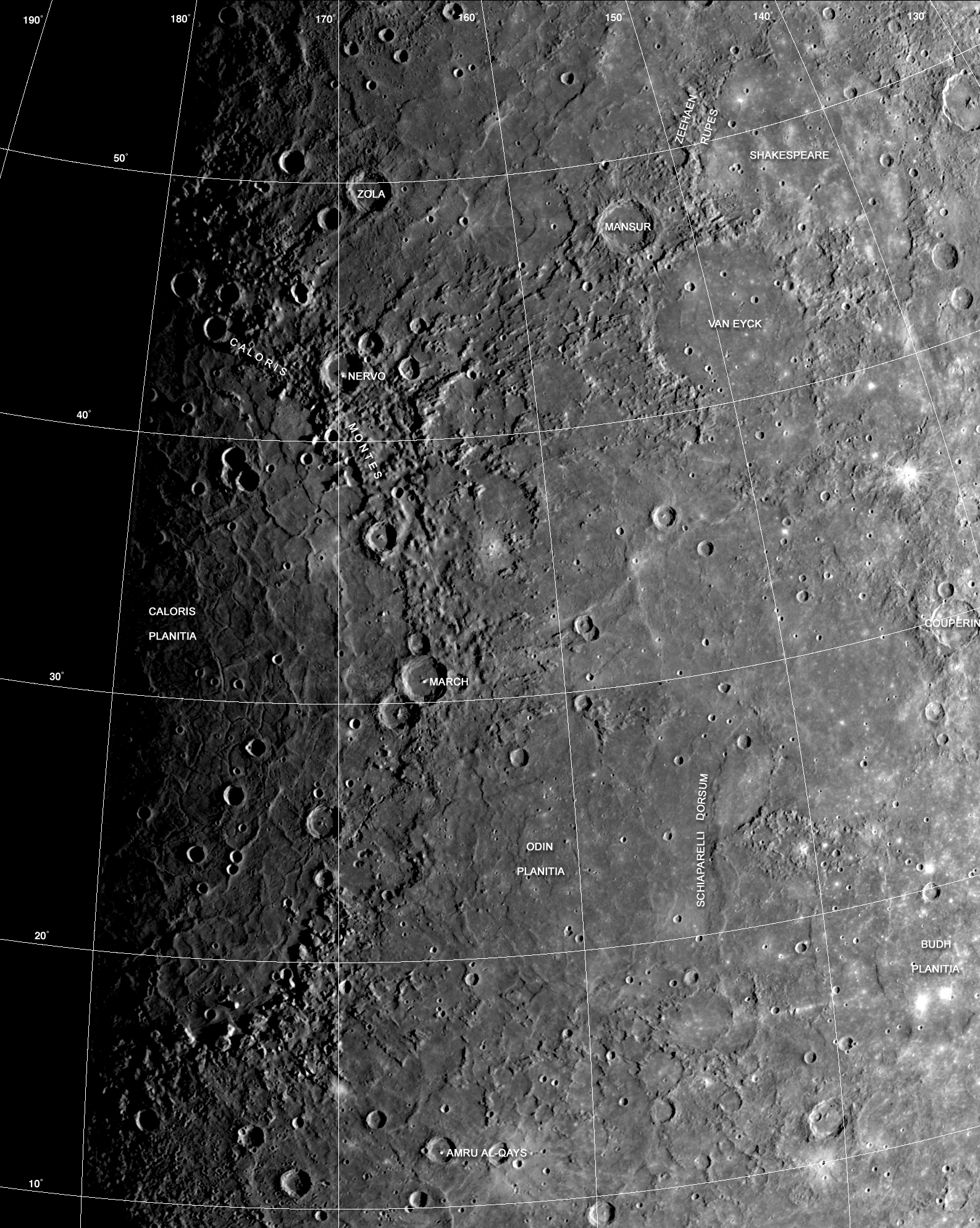
حوض كالوريس.

تظهر الفوهات الصدمية بشكل متنوع فمن فوهات ذات قطر صغير وبتجويف قليل يشبه الصحن، إلى فوهات متعددة الحلقات تعبر مئات الكيلومترات. كما تظهر في جميع الأحوال الجيولوجية من فوهات جديدة إلى فوهات منهارة. إن الفوهات على سطح عطارد تختلف من تلك الموجودة على سطح القمر من حيث أن المنطقة المغطاة بالمقذوفات أصغر نتيجة كون الجاذبية السطحية لعطارد كبيرة.
تعرف أكبر فوهة تصادمية باسم «حوض كالوريس» والتي يبلغ قطرها نحو 1300 كيلومتر وهي تبدو وكأنها فرس بحر ضخم. وقد خلّفت الصدمة التي أحدثتها حوضا منبسطا سُجِّلت عليه آثار صدمات أصغر وأحدث. واستنادا إلى تقدير المعدل الذي تضرب به المقذوفات الكوكب، فإن توزع حجوم هذه الفوهات يشير إلى أن الصدم المؤدي إلى تشكل كالوريس حدث منذ قرابة 3.6 مليارات سنة، وكانت الصدمة عنيفة إلى درجة جعلت سطح الوجه المقابل لعطارد يتمزق. وفي الحقيقة، فإن المنطقة المقابلة لكالوريس تحوي العديد من الشقوق والصدوع. كما حدث نتيجة هذه الصدمة خروج حمم شكلت حلقات متمركز حول الفوهة على طول كيلومترين على محيط الفوهة.
كما تم تصوير حوالي 15 حوض تصادمي في الجزء الذي تم تصويره من عطارد، ويُلاحظ حوض عرضه 400 كم متعدد الحلقات هو «حوض تولستوي»، كما يوجد حوض بيتهوفن ويصل قطره إلى 625 كم.

### سهول عطارد

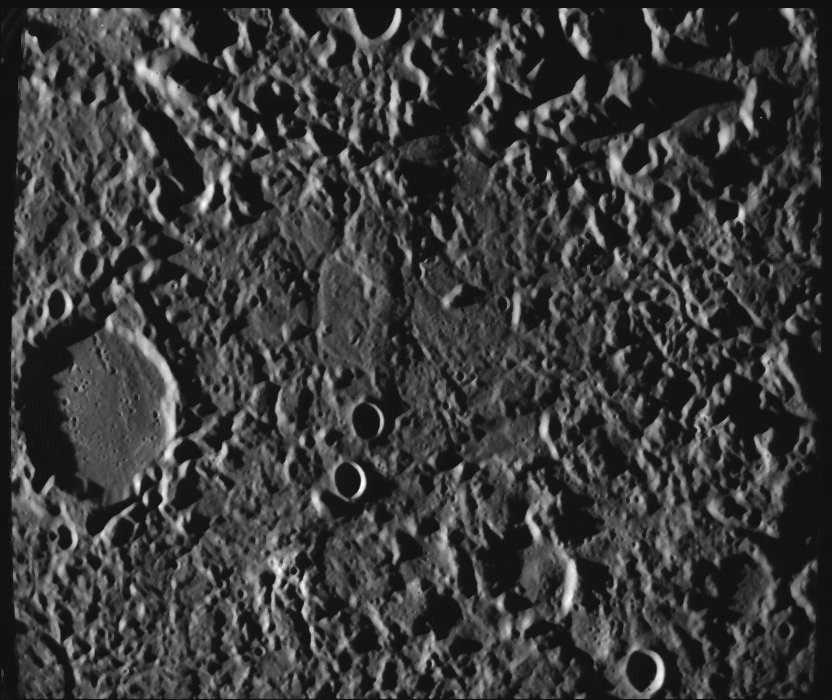
تأثير حوض كالوريس على الجانب الآخر من الكوكب.

هناك منطقتين سهليتين متميزتين على سطح عطارد: السهول المتموجة بلطف والسهول كثيرة التلال المتواجدة بين الفوهات. ويبدو أن هذه السهول المتواجدة بين الفوهات قامت بطمس العديد من الفوهات ذات النشأة المبكرة.
 وهذا واضح بسبب ندرة الفوهات ذات القطر الأقل من 30 كم، ومن غير الواضح فيما إذا حدث هذا نتيجة نشاط بركاني أو تصادمات. وتتوزع السهول ما بين الحفر على كامل سطح الكوكب تقريبا.
السهول المنبسطة، وهي مناطق مسطحة واسعة، تملأ المنخفضات بشكل واسع وتتشابه بشكل كبير مع بحار القمر. ومن الجدير ملاحظته بأنها تملأ حلقة واسعة تحيط بحوض كالوريس. الاختلاف الرئيسي بين هذه السهول وبحار القمر بأن هذه السهول ضمن الفوهات لها قيمة بياض واحدة.
على الرغم من عدم وجود نشاط بركاني فإن توضع والشكل الدائري ذو الفصوص لهذه السهول يدعم بقوة نظرية الأساس البركاني لهذه السهول. تشكلت جميع السهول المنبسطة بعد تشكل حوض كالوريس.
ويتواجد على سطح عطارد شقوق عرضية أيضا مجهولة المنشأ تتخذ شكل خطوط منقوشة عليه تتجه في معظمها من الشمال إلى الجنوب، ومن الشمال الشرقي إلى الجنوب الغربي، ومن الشمال الغربي إلى الجنوب الشرقي. ويُطلق على هذه السمات المميزة للكوكب اسم شبكة عطارد.
ويتلخص أحد التفسيرات لهذه السمات الشبيهة برقعة الشطرنج في أن القشرة تصلّبت عندما كان الكوكب يدور حول محوره بسرعة أكبر بكثير، وربما كان طول يومه 20 ساعة فقط. وبسبب هذا الدوران السريع فمن المحتمل أن يكون قد تكوَّن انتفاخ استوائي للكوكب؛ وبعد أن تباطأ دورانه وبلغ دوره الحالي قامت الثقالة بسحب هذا الانتفاخ محوّلة شكل الكوكب إلى الكروي. وهذه المعالم الخطية المتصالبة قد تكون نشأت حين خضع السطح لهذا التغير. ولما كانت التجعدات لا تقطع فوهة كالوريس، فإن هذا يشير إلى أن التجعدات هذه وُجدت قبل حدوث الصدمة.

## المناخ على عطارد

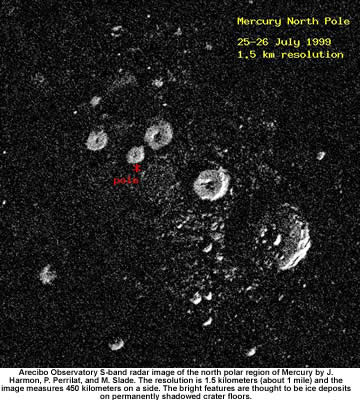
صورة كاشوفيّة للقطب الشمالي الخاص بعطارد.

يبلغ متوسط حرارة الوجه المعرض للشمس في عطارد 442.5 كلفن على الرغم من التفاوت الكبير بين درجات الحرارة الدنيا والعليا والتي تتراوح بين 100 كلفن و 700 كلفن، بسبب انعدام الغلاف الجوي تقريبا والانحدار الحاد في درجات الحرارة بين خط الاستواء والقطبين. تصل درجة الحرارة في المنطقة المعرضة للشمس إلى 700 كلفن خلال الحضيض وتنخفض إلى 550 كلفن خلال الأوج، أما الوجه المظلم منه فإن متوسط حرارتة حوالي 110 كلفن. تتراوح شدة الشعاع الشمسي على عطارد بين 4.59 و 19.61 ضعف من ثابت الشعاع الشمسي والبالغ 1.370 واط\متر مربع.

### احتمال وجود الجليد
تم الاستنتاج من خلال الرصد بالرادار احتمال وجود طبقة رقيقة من جليد الماء في منطقة القطبين. بسبب الانحراف القليل لمحور الدوران الذي يعتبر عمليا عموديا على مداره. وبالتالي تبقى العديد من فوهات القطب في الظل. واحتمال أن تصل درجات الحرارة في هذه المناطق ذات الليل الأبدي إلى - 160 درجة مئوية هو احتمال كبير. وفي مثل هذه الظروف يمكن أن يتواجد الجليد. يقول الخبراء أن وجود جزيئات الماء على عطارد إنما هو نتيجة اصطدام المذنبات الحاوية على الماء أو الجليد.
كما توجد نظرية تفرض وجود كميات كبير من تدفقات الماء من الطبقات الداخلية لعطارد، والذي يتبخر في المناطق البعيدة عن القطبين ليضيع في الفضاء الخارجي.
يعتقد أن مناطق الجليد تحوي على 1014–1015 كغ من الجليد، وللتقريب فإن القارة القطبية الجنوبية تحوي كمية جليد تساوي 4×1018 كغ بينما القطب الجنوبي لعطارد يحوي 1016 كغ.

## الغلاف الجوي
عطارد كوكب صغير جداً، وبسبب هذا فكتلته وبالتالي جاذبيته أقل بكثير من أن تُكوّن له غلافا جوياً ذا شأن، إضافة إلى أن قربه من الشمس وحرارته الشديدة تجعل إفلات غلافه الجوي سريعاً وسهلاً. لكنه بالرغم من ذلك يملك «غلافاً خارجياً» رقيقاً،
يتكون من: الهيدروجين والهيليوم والأكسجين والصوديوم والكالسيوم والبوتاسيوم وبعض العناصر الأخرى. «الغلاف الخارجي» أو «الإكسوسفير» هو الطبقة العليا من الغلاف الجوي، لكن ضآلتها على عُطارد وعدم وجود طبقات أخرى تجعل الفلكيين يعتبرون أنه لا يَملك غلافاً جوياً هاماً مقارنة بالكواكب الأخرى.
لكن ذرات غلافه الخارجي ليست مستقرة، فهي تُفلت باستمرار من جاذبيته (بشكل رئيسي بسبب الرياح الشمسية)، ثم تُستبدل بأخرى من مصادر مختلفة مثل: الرياح الشمسية نفسها والرماد والحطام الذي يُقذف من السطح بسبب الاصطدامات. وقد اكتُشف في عام 2008 بخار ماء في الغلاف الجوي لعطارد، ويُعتقد أنه تكوّن نتيجة للاتقاء ذرات الهيدروجين والأكسجين في الغلاف الجوي. وربما تأتي ذرات الهيدروجين والهليوم إلى غلافه الجوي من الرياح الشمسية، حيث يأسرها عطارد مؤقتاً قبل أن تعاود الإفلات إلى الفضاء بسبب ضعف جاذبيته. ولا توجد سحب أو رياح أو أي ظواهر جوية أخرى على عطارد.
كان لعطارد في أيامه الأولى بعد ولادته قبل 4.6 مليارات سنة غلاف جوي، لكن بعد ولادته بوقت قصير تآكل غلافه الجوي واختفى بفعل الرياح الشمسية القوية التي تهب عليه نظراً لقربه الشديد من الشمس. وقد كشفت مركبة مارينر 10 عن كميات ضئيلة جداً من الهليوم على ارتفاع 1,000 كم فوق سطح عطارد أثناء تحليقها قربه في عامي 1974 و1975م، وبيانات مارينر 10 هي أيضاً أول ما أثبت وجود غلاف خارجي رقيق لعطارد.

## الحقل المغناطيسي والغلاف المغناطيسي

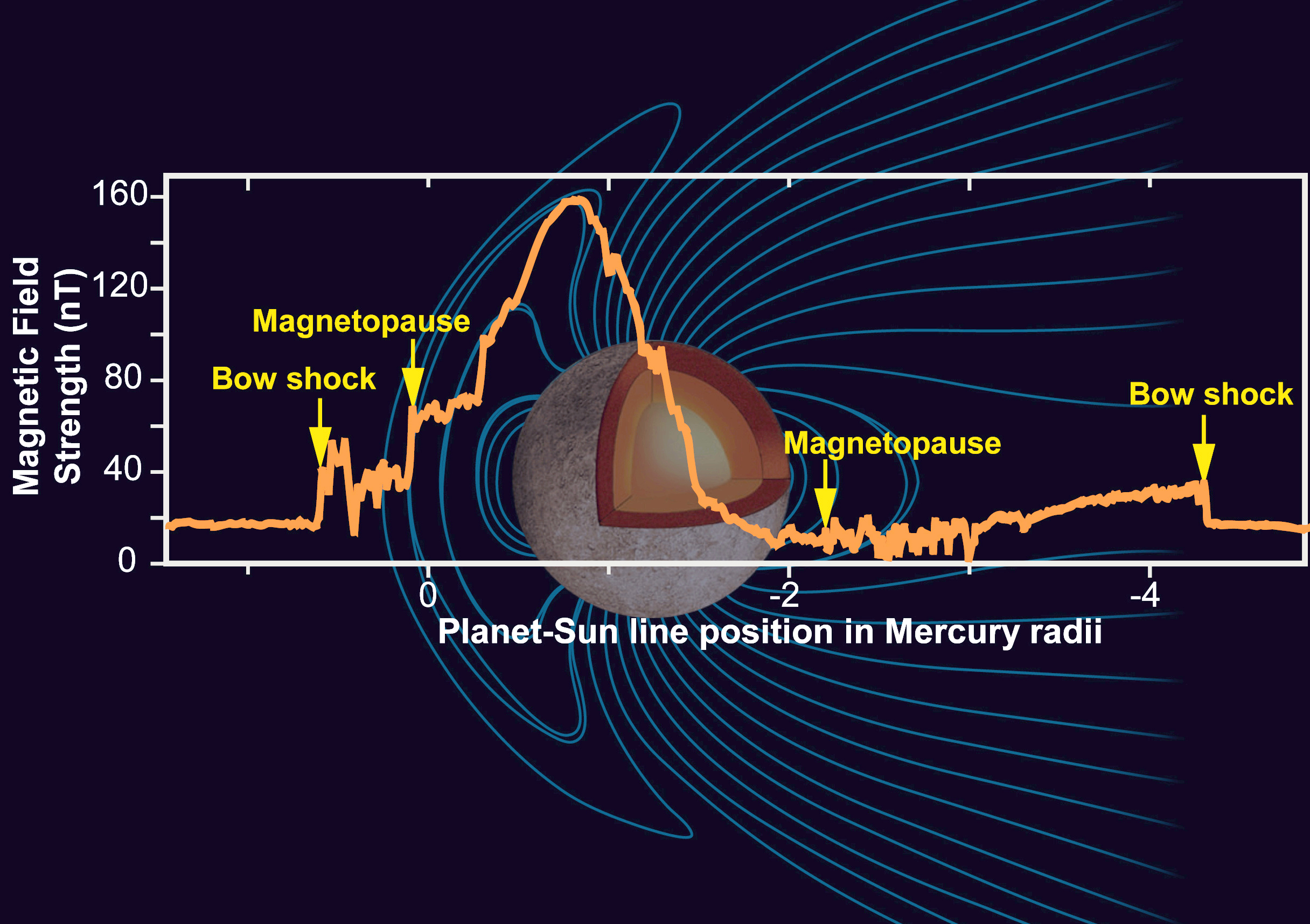
رسم بياني يبين نسبة قوة الحقل المغناطيسي لعطارد.

يملك عطارد حقلا مغناطيسيا كبيرا على الرغم من صغر حجمه وسرعة دورانه حول نفسه البطيئة (دورة خلال 59 يوم). وتبلغ قيمة هذا الحقل وفق القياسات المأخوذة بواسطة المسبار مارينر 10 حوالي 1.1% من شدة الحقل المغناطيسي للأرض، وتساوي شدته عند خط استواء عطارد 300 تسلا. وبشكل مشابه للأرض فإن الحقل المغناطيسي لعطارد ثنائي القطب، ويختلف عن الحقل المغناطيسي الأرضي بأن القطبين المغناطيسيين قريبين جدا من محور الدوران. أظهرت القياسات المأخوذة بواسطة مارينر 10 ومسينجر أن الحقل المغناطيسي لعطارد هو ذو قيمة وشكل ثابت.
من المرجح أن الحقل المغناطيسي لعطارد نشأ بسبب تأثير الدينامو بشكل مشابه للأرض. وهذا التأثير ينتج بسبب دوران النواة المنصهرة الغنية بالحديد. كما أن تأثير قوة المد والجزر القوية بسبب الشذوذ المداري العالي للكوكب سيحافظ على الحالة السائلة للنواة واللازمة لاستمرار تأثير الدينامو.
إن الحقل المغناطيسي لعطارد قوي بما فيه الكفاية لحرف الرياح الشمسية من حول الكوكب، مشكلا ما يسمى بالغلاف المغناطيسي. إن الغلاف المغناطيسي لعطارد صغير مقارنة بذاك الخاص بالأرض، لكنه قوي بما فيه الكفاية لحصر بلازما الرياح الشمسية. ويساهم هذا بما يعرفة بالتجوية الفضائية لسطح الكوكب. وقد استطاع المسبار مارينر 10 تحديد طاقة منخفض لبلازما الشمس في الغلاف المغناطيسي في الجزء الليلي من الكوكب. كما تم الكشف عن اندفاعات من الجسيمات النشطة في الغلاف المغناطيسي للكوكب، وهو ما يشير إلى ديناميكية عالية في الغلاف المغناطيسي للكوكب.
استطاع مسينجر خلال تحليقه الثاني في 6 تشرين الأول سنة 2008 اكتشاف إمكانية تسرب الحقل المغناطيسي لعطارد بشكل كثير. فقد واجه المسبار «زوبعة» حزمة منحرفة من الحقل المغناطيسي مرتبطة بالحقل المغناطيسي الكوكبي في الفضاء بين الكواكب، ويصل وسعها إلى 800 كم. تنشأ هذه الزوابع عندما ترتبط الحقول المغناطيسية المحمولة مع الرياح الشمسية بالحقل المغناطيسي لعطارد. وهذه الزوابع المحمولة مع الريح الشمسية تتحول إلى إعصار مغناطيسي مشكلا نوافذ ضمن الغلاف المغناطيسي لعطارد ومنه يمكن لبعض الرياح الشمسية أن تدخل وتأثر على سطح عطارد.
تدعى عملية ربط المجالات المغناطيسية بين الكواكب بإعادة الاتصال المغناطيسي، وهي منتشرة في جميع أنحاء الكون. ويحدث ذلك في المجال المغناطيسي للأرض، حيث تتولد الأعاصير المغناطيسية أيضا. ومع ذلك، فإن ملاحظات ميسينجر المسجلة تقدر أن إعادة الاتصال لعطارد هي عشر أضعاف الأرض. يمثل قرب عطارد من الشمس نحو ثلث إعادة الاتصال التي لاحظها ميسينجر.

## المدار والدوران

مدار عطارد باللون الأصفر. يوضح الرسم الأثار المترتبة عن هذا الانحراف ويبن الفرق بين مدار عطارد ومدار دائري له نفس نصف المحور الرئيسي.

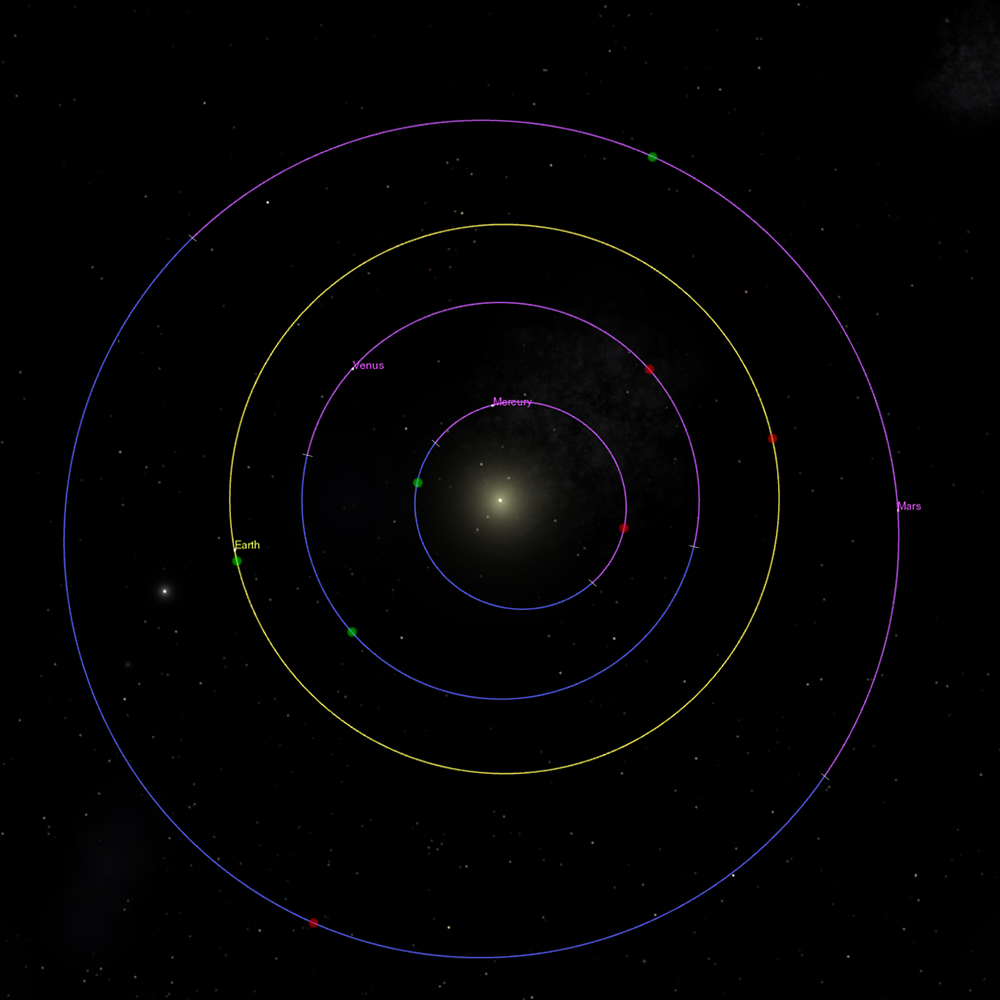
الأوج والحضيض للكواكب الداخلية وأصغرها لكوكب عطارد.

عطارد أكثر الكواكب في الشذوذ المداري ويبلغ هذا الشذوذ 0.21 وبذلك تتراوح المسافة بينه وبين الشمس من 46 إلى 70 مليون كيلومتر. يستغرق عطارد 88 يوما لاكمال دورته حول الشمس، وهو يبلغ أعلى سرعة له عندما يكون قرب الحضيض. يؤدي التغير في البعد المركزي لعطارد عن الشمس يرافقة رنين بين الدوران الذاتي والدوران المداري بنسبة 3:2 مما يؤدي إلى اختلافات شديدة في درجة حرارة سطح الكوكب.
يستمر اليوم الشمسي على عطارد ما يعادل 176 يوما على الأرض، وهو ما يعادل تقريبا ضعفي الفترة المدارية له. وكنتيجة فإن سنة واحدة على عطارد تساوي نصف يوم على عطارد أو اليوم على عطارد يمر خلال سنتين كوكبيتين لعطارد.
ينحرف مدار عطارد عن مدار الأرض بسبع درجات، مما يعني أن عبور عطارد عبر وجه الشمس يمكن أن يحدث عندما يقطع الكوكب مستوى مسير الشمس ويقع في نفس الوقت بين الأرض والشمس. ويتكرر هذا بشكل متوسط كل سبع سنين.
يكون الميل المحوري لعطارد تقريبا صفر، وأفضل قيمة مقاسة له كانت 0.027 درجة، وهذه القيمة هي الأعلى بين كواكب المجموعة الشمسية وتليه القيمة للمشتري البالغة 3.1 درجة. مما يعني أنه بالنسبة لمراقب يقف على قطب عطارد فإن الشمس لن ترتفع أكثر من 2.1 دقيقة قوسية من على الأفق.

### الرنين بين الدوران الذاتي والدوران المداري

مخطط تغير البعد المركزي لعطارد عن الشمس. يدور عطارد 1.5 مرات خلال الدوران المداري الأول، لذلك بعد دورتين مداريتين يبقى نفس الوجه معرض للشمس.

أعتقد العلماء في السابق أن إحدى وجوه عطارد يواجه الشمس بشكل دائم (مقيد مدياً) بسبب قوة المد والجزر بشكل مشابه لدوران القمر حول الأرض بحيث أن وجه واحد من وجوه القمر يقابل الأرض بشكل دائم. لكن أثبتت المراقبة الرادارية المأخوذة سنة 1965 بأن هناك رنين بين الدوران الذاتي لعطارد والدوران المداري تبلغ قيمته 3:2. فهو يدور ثلاث مرات حول نفسه كل دورتين حول الشمس. يؤثر الشذوذ المداري لعطارد للمدار بجعله ثابت عند الحضيض (عندما تكون الشمس أقوى وأقرب لسماء عطارد).
يتغير الشذوذ المداري لعطارد وفق نظرية الشواش من 0 إلى 0.42 خلال ملايين السنين بسبب الاضطراب الأولي للكواكب الأخرى، ويعتقد أن هذا قد يفسر سبب الرنين. وقد أظهرت محاكاة رقمية بأن تفاعل الرنين المداري مع المشتري قد يزيد من الشذوذ المداري لعطارد إلى النقطة التي سيصطدم عندها مع الزهرة بعد خمسة مليارات سنة.

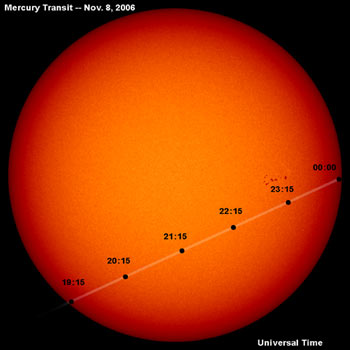
لقطة لعبور عطارد سنة 2006.

### عبور عطارد
وهي ظاهرة يمكن من خلالها رؤوية عطارد من الأرض كقرص أسود يعبر قرص الشمس. تتكرر هذه الظاهرة بين 13 إلى 14 مرة في القرن. يمكن أن يحدث هذا العبور في شهري أيار وتشرين الثاني.
يتكرر عبور تشرين الثاني كل 7 أو 13 أو 33 سنة بينما يحدث عبور أيار كل 13 أو 33 سنة فقط. وحدثت آخر ثلاث عبورات في سنين 1999 و2003 و2006، وسيحدث العبور التالي في سنة 2016.
يكون عطارد خلال عبور أيار قرب الأوج ويبلغ قياس زاوية القطر عندها حوالي 12°. أما في عبور تشرين الثاني فيكون عطارد قرب الحضيض وزاوية القطر 10°.

## كوكب بلا أقمار
لا يوجد لعطارد أقمار طبيعية، ويعتبر هو والزهرة الكوكبين الوحيدين الذين لا يملكان نظام أقمار. وللإجابة على سبب الشذوذ في هذين الكوكبين أقترحت فرضية في منتصف عقد الستينات من القرن العشرين، بأن عطارد كان قمر لكوكب الزهرة واستطاع الإفلات من مداره حول الزهرة. وتجري اللآن تجارب عديدة بالمحاكاة بواسطة الحاسوب للتحقق من هذه الفرضية وأسباب الهروب المحتمل. كأن يكون فعل قوة المد والجزر بين الكوكبين قد تسبب بهذا الإفلات، أو بسبب تباعد مداري الكوكبين عن بعضهما البعض.